# Laurence Hobgood
Laurence Hobgood (Salisbury, 1959. december 23. –) amerikai dzsesszzongorista, zeneszerző, hangszerelő, zenetanár.

## Pályakép
Apja a Déli Metodista Egyetem (SMU) színházi programjának elnöke volt. Laurence Hobgood hatéves korától tanult zongorázni. Az egyházban tizenkétévesen megismerte a bluest.
Néhány évvel később a család Illinoisba költözött. Tulajdonképpen itt kezdődött formális dzsesszzenei képzése. Az Illinoisi Egyetemen, ahol három éven át zenélt John Garvey zenekarában. Közben klasszikus zenei tanulmányokat is folytatott. 1988-ban Chicagóba költözött, és saját együttest hozott létre. Ed Peterson, Fareed Haque és Paul Wertico lettek a zenésztársai. Olyan komoly zenei  kapcsolata alakult ki Wertico-val, ami számos együttesen átívelt. Három egymást követő évben Hobgood támogatást kapott fellépéseihez az Aspen Music Festivalon. Ezeken játszott Clark Terryvel, Gary Burtonnal, Eddie Danielsszel, Sheila Jordonnal, Bob Mintzerrel és Mark Whitfielddel.
1993-ban Hobgood találkozott Kurt Ellinggel. Hobgood producere lett Ellingnek. Mint zenei rendező dolgozott vele és Elling Grammy-jelölést is kapott az első három Blue Note kiadású felvételéért. Bejárták Európát, Izraelt, Ausztráliát, Kanadát; játszottak a Carnegie Hallban és a Kennedy Centerben.

## Lemezválogatás
- Union Brian Torff és Paul Wertico (1998)
- State of the Union (1998)
- Left to My Own Devices (2000, szólólemez)
- Crazy World (Naim, 2008), és Rob Amster, Frank Parker, Kurt Elling
- When the Heart Dances (2008), és Charlie Haden, Kurt Elling

- Honor Thy Fathers (2016)
- Tesseterra (2019)

## Díjak
- 2009: Grammy-díj: Dedicated to You Kurt Elling, Best Jazz Vocal Album